# گو یاشا
گو یاشا (انگلیسی: Gu Yasha؛ زادهٔ ۲۸ نوامبر ۱۹۹۰) بازیکن فوتبال اهل چین است.
وی همچنین در تیم ملی فوتبال زنان چین بازی کرده‌است.